# Andreas Dahl
Pour l’article homonyme, voir Dahl.
Andreas Dahl, né le 6 juin 1984 à Hässleholm en Suède, est un footballeur suédois qui évolue au poste de milieu central.

## Biographie

### En club
Natif d'Hässleholm en Suède, Andreas Dahl est formé par l'IFK Hässleholm, club de sa ville natale. Il rejoint l'Angleterre en 2000, signant avec Coventry City, où il ne joue finalement aucun match avec l'équipe première. 
En 2001, il retourne en Suède et s'engage avec l'Helsingborgs IF, où il découvre l'Allsvenskan, l'élite du football suédois.
Andreas Dahl reste six saisons avec Helsingborgs. Il dispute avec cette équipe un total de 107 matchs en Allsvenskan, inscrivant sept buts.
Il participe avec cette équipe à la Coupe de l'UEFA lors de la saison 2007-2008. Il inscrit un but lors du premier tour face au SC Heerenveen, puis joue trois matchs comptant pour la phase de groupe.
Il remporte avec cette équipe le seul titre de sa carrière professionnelle, la Coupe de Suède, en 2006.
En janvier 2008, il signe en faveur du club danois du FC Nordsjaelland pour trois ans. Le transfert est annoncé le 29 août 2007. Avec cette équipe, il dispute un total de 38 matchs en Superliga (première division danoise), marquant un but.
En juillet 2009, Andreas Dahl retourne dans son pays natal, en s'engageant avec l'Hammarby IF. Le transfert est annoncé dès le mois de juin,.
Sa première saison avec Hammarby s'avère malheureuse puisqu'il subit une relégation en deuxième division. Toutefois, la saison suivante, il réussit tout de même à atteindre la finale de la Coupe de Suède. Hammarby s'incline face à son ancien club d'Helsingborgs (défaite 0-1). Andreas Dahl reste au total quatre saisons avec Hammarby.
Dahl termine ensuite sa carrière au Landskrona BoIS, club évoluant alors en Superettan, en deuxième division suédoise.

### En sélection
Andreas Dahl joue son premier match avec l'équipe de Suède espoirs le 27 mars 2002 contre la Suisse. Il entre en jeu à la place de Christian Hemberg (en) et les deux équipes se neutralisent (1-1). Il inscrit un seul but avec les espoirs, lors d'un match amical contre l'équipe de France, le 8 février 2005 (score : 1-1).
Andreas Dahl honore sa première sélection avec l'équipe nationale de Suède le 14 janvier 2008, en match amical contre le Costa Rica. Il entre en jeu à la place d'Anders Svensson et son équipe s'impose sur le score d'un but à zéro. Il joue son dernier match en équipe nationale le 29 janvier 2009, en amical contre le Mexique. Au total, il reçoit quatre sélections avec la Suède.

## Palmarès
- Vainqueur de la Coupe de Suède en 2006 avec l'Helsingborgs IF
- Finaliste de la Coupe de Suède en 2010 avec l'Hammarby IF